# 坎氏鏟鼻鯰
坎氏鏟鼻鯰，為輻鰭魚綱鯰形目毛鼻鯰科的其中一種。被IUCN列為次級保育類動物，分布於南美洲巴西聖保羅附近溪流，本魚有三個胸鰭鰭條與54至56個脊椎骨。背鰭棘條與臀鰭棘條不分枝；31至35個背部的前流尾鰭鰭條，28至32個腹的前流尾鰭鰭條；14至19個上頜骨前齒；13至18個齒骨齒，體長可達3.9公分。